# Internacional Obrera i Socialista
La Internacional Obrera i Socialista (en alemany Sozialistische Arbeiter-Internationale SAI; en anglès Labour and Socialist International LSI; i en francès Internationale Ouvrière et Socialiste IOS), fundada en 1923 per la fusió de la Segona Internacional i la Unió de Partits Socialistes per l'Acció Internacional. Deixà de funcionar al començar la Segona Guerra Mundial. El seu secretari va ser Friedrich Adler, fins a 1939.
El congrés constituent es va realitzar a Hamburg (Alemanya) entre el 21 i 25 de maig de 1923. Va ser la reconstrucció de la Segona Internacional, que reunia els partits socialistes, laboristes i socialdemòcrata, llevat dels afiliats a la Komintern. El seu contrapart en les organitzacions sindicals era la Federació Sindical Internacional (també anomenada la Internacional d'Amsterdam).
Posteriorment reconstruïda i reforma com la Internacional Socialista en 1951.

## Congressos de la Internacional Obrera i Socialista
1. 21 al 25 de maig, 1923, Hamburg (Alemanya)
2. 22 al 27 d'agost de 1925, Marsella (França)
3. 5 a l'11 d'agost de 1928, Brussel·les (Bèlgica)
4. 25 de juliol a l'1 d'agost de 1931, Viena, (Àustria)

A més d'una Conferència Internacional entre el 21 i 25 d'agost de 1933 a París.